# Drulia ctenosclera
Drulia ctenosclera är en svampdjursart som beskrevs av Volkmer och Mothes 1981. Drulia ctenosclera ingår i släktet Drulia och familjen Metaniidae.
Artens utbredningsområde är havet utanför Brasilien. Inga underarter finns listade i Catalogue of Life.